# Verkehr in Grönland
Der Verkehr in Grönland beschreibt alle Formen des Verkehrs in dem autonomen Gebiet Grönland.

## Luftverkehr

### Historische Entwicklung

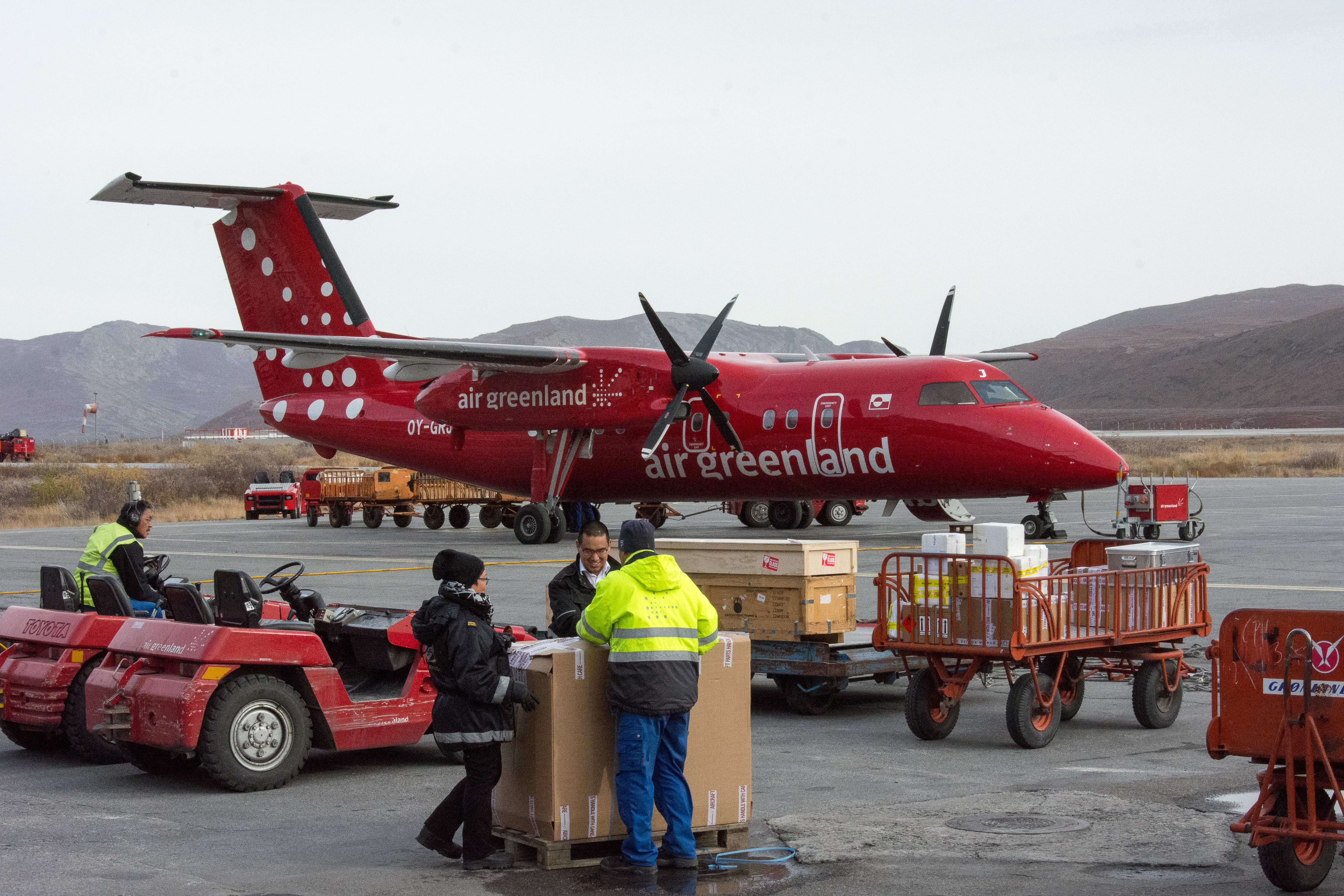
Eine De Havilland DHC-8-200 am Flughafen Kangerlussuaq

Der Flugverkehr ist heutzutage der primäre Verkehrszweig in Grönland. Die ersten Flughäfen in Grönland waren die während des Zweiten Weltkriegs in Grönland errichteten US-amerikanischen Militärbasen, von denen Bluie West One in Narsarsuaq und Bluie West Eight in Kangerlussuaq die bedeutendsten waren. Nach Kriegsende wurde im Juni 1946 erstmals ein ziviler Charterflug zwischen dem Flughafen Kopenhagen und dem Flughafen Narsarsuaq durchgeführt. Ab 1949 fanden regelmäßigere Charterflüge zwischen beiden Flughäfen statt.
1952 begann SAS Scandinavian Airlines mit dem Aufbau einer Transatlantikroute von Kopenhagen nach Los Angeles, die mit Probeflügen mit Zwischenlandung in Kangerlussuaq begann. 1954 wurde die Route fest eingeführt. Damit war erstmals Linienverkehr zwischen Dänemark und Grönland geschaffen. In den ersten Jahren wurden die Passagiere von Kangerlussuaq aus mit einem kleinen Motorboot für sechs Passagiere an ihre Zielorte in Grönland gebracht. Erst 1959 fanden erstmals interne Flüge in Grönland statt, die mangels Flughäfen in den größeren Orten mit von Eastern Provincial Airways geliehenen Wasserflugzeugen durchgeführt wurden. 1960 wurde die Fluggesellschaft Grønlandsfly (ab 2002 Air Greenland) gegründet, die 1962 den bisher vom KGH durchgeführten internen Flugverkehr übernahm.
Ab 1965 wurde der Wasserflugzeugverkehr durch Hubschrauberverkehr umgestellt, indem in den Städten Heliports errichtet wurden. Im selben Jahr wurde  eine eigene Flugroute zwischen Kopenhagen und Kangerlussuaq eingerichtet, da die steigenden Passagierzahlen der Transport über die Zwischenlandung auf dem Weg nach Los Angeles nicht mehr zu bewältigen war.
Die Bedeutung des Flugverkehrs in Grönland nahm in den 1960er und 1970er Jahren rasant zu, sodass schließlich die Errichtung erster Stadtflughäfen stattfand. 1979 wurde der Flughafen Nuuk eröffnet und 1984 der Flughafen Ilulissat. In den 1990er Jahren folgten zahlreiche weitere kleinere Flughäfen in den übrigen Städten. Die bisher letzten Stadtflughäfen wurden in den 2000er Jahren errichtet.

### Heutige Situation

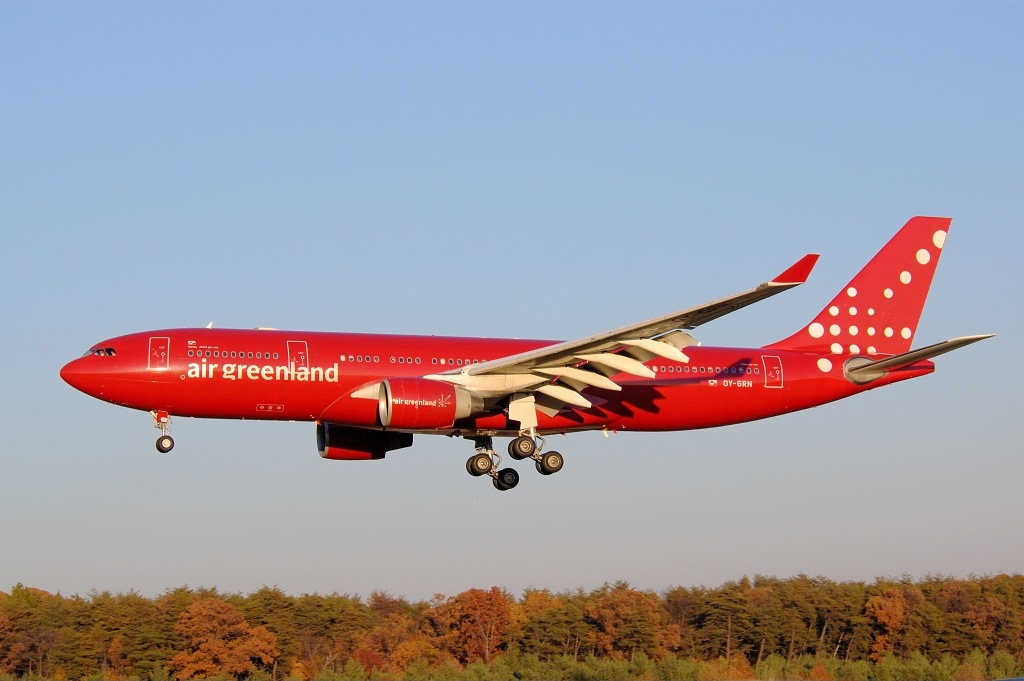
Der Airbus A330 von Air Greenland

Heutzutage existieren in Grönland 13 zivile Flughäfen, die teilweise zivil genutzte Thule Air Base und einige weitere Landepisten mit militärischem oder wissenschaftlichem Hintergrund. Dazu kommen rund 50 Heliports (mit Abfertigungsgebäude) und Helistops (ohne Abfertigungsgebäude). Die Flughäfen befinden sich mit wenigen Ausnahmen im Eigentum des Staatsunternehmens Mittarfeqarfiit, das auch für den Betrieb der Flughäfen und einiger Hubschrauberlandeplätze steht. Die meisten Helistops werden hingegen von Pilersuisoq betrieben.
Der internationale Flugverkehr wurde bis 2002 hauptsächlich von SAS durchgeführt. Seither ist Air Greenland hierfür zuständig. Isländische Fluggesellschaften führen in geringem Grad Flüge zwischen Island und Grönland durch. Der innergrönländische Flugverkehr wird ebenfalls ausschließlich von Air Greenland bewältigt. Als Drehkreuz dient der Flughafen Nuuk. Von dort aus werden die übrigen Städte in Grönland angeflogen, teils mit Zwischenlandungen. Daneben gibt es einige Routen zwischen den einzelnen Städten. Von den meisten Städten aus besteht Helikopterverkehr in die umliegenden Dörfer und Städte ohne eigenen Flughafen.
Auf den internationalen Flügen zwischen Dänemark und Grönland wird eine geringe Menge Luftfracht transportiert. Der Gütertransport nach und aus Grönland wird jedoch hauptsächlich über den Seeweg abgewickelt.

## Schifffahrt

### Historische Entwicklung
Der Schiffsverkehr war historisch die bedeutendste (und im Grunde einzige) Transportform im kolonialen Grönland. Bereits vor der Kolonialisierung wurde Grönland von europäischen Walfängerschiffen befahren. Seit 1776 war Den Kongelige Grønlandske Handel für den Schiffstransport zuständig. Dieser wurde bis in die 1860er Jahre mit Segelschiffen durchgeführt, anschließend mit Segelschiffen mit Dampfmotor und ab den 1920er Jahren erstmals mit reinen Dampfschiffen bzw. Motorschiffen. Ursprünglich wurden alle Kolonien in Grönland einzeln von Dänemark aus befahren, während umfangreicher Schiffsverkehr Innergrönlands im Grunde nicht existierte. Das traditionelle Umiaq diente für den Transport von Waren, Post und Menschen zwischen den Kolonien und ihren jeweiligen Udstedern und Wohnplätzen, bevor es im 20. Jahrhundert durch Motorboote abgelöst wurde. Erst nach dem Zweiten Weltkrieg wurde regelmäßiger Küstenverkehr eingeführt. Mit der Verbreitung des Luftverkehrs ging die Bedeutung der internationalen Personenschifffahrt ab den 1960er Jahren stark zurück und wurde schließlich eingestellt.

### Heutige Situation
Die Schifffahrt spielt heute noch eine große Rolle, vor allem für den Frachtverkehr. Alle Städte haben einen Hafen mit Ausnahme von Qaanaaq und Ittoqqortoormiit, wo Leichter genutzt werden. In den Dörfern existieren ebenfalls kleinere Kaianlagen für kleinere Schiffe und Fischerboote.

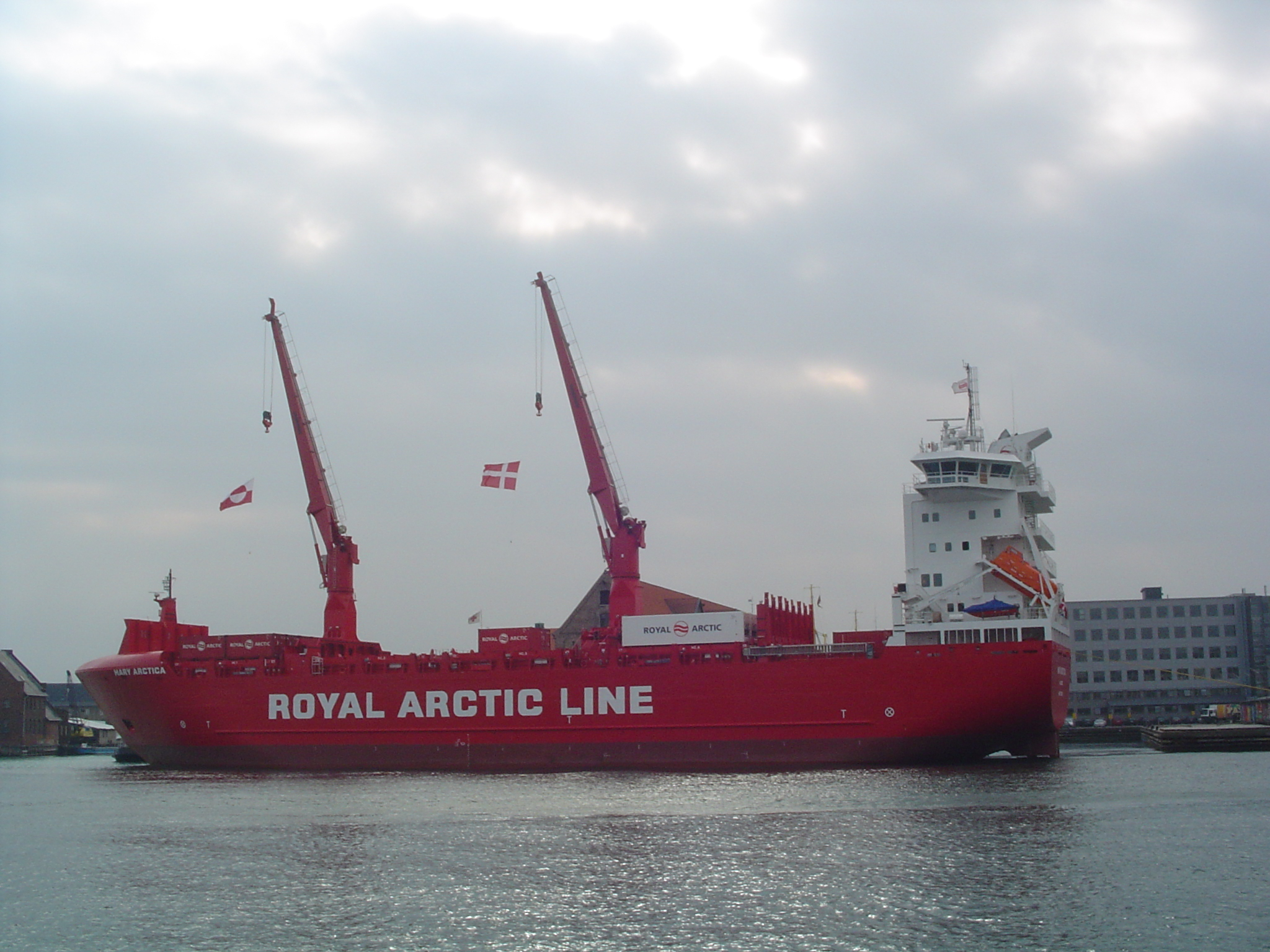
Die Mary Arctica der Royal Arctic Line im Hafen von Kopenhagen

Für die Frachtschifffahrt hat das Staatsunternehmen Royal Arctic Line das Monopol. Historisch lief der Schiffsverkehr nach Grönland über Kopenhagen. Ab den 1970er Jahren wurde er über Aalborg abgewickelt. Seit 2022 dient Aarhus als Basishafen in Dänemark. Vom Basishafen aus werden die internationalen Häfen in Grönland angefahren, von wo aus Güter mit kleineren Schiffen an übrige Städte verteilt werden. Von dort aus werden weitere kleinere Städte sowie die zugehörigen Dörfer mit Gütern versorgt.

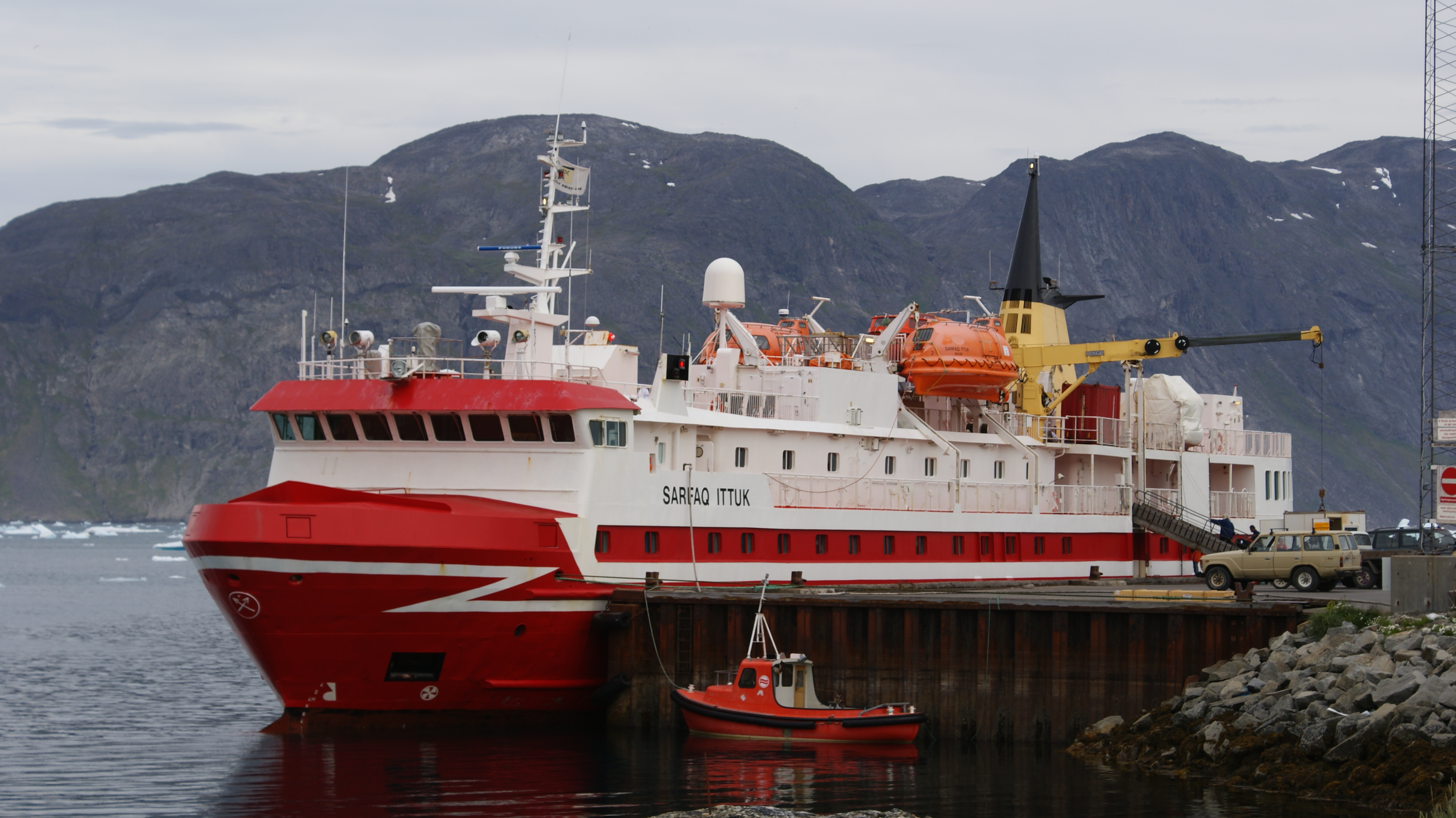
Die Sarfaq Ittuk der Arctic Umiaq Line im Hafen von Narsaq

Für den Personenverkehr gibt es zwei Schifffahrtsunternehmen. Arctic Umiaq Line, ein Tochterunternehmen der Royal Arctic Line, verkehrt mit dem einzigen Schiff Sarfaq Ittuk zwischen Ilulissat im Norden und Qaqortoq im Süden, wobei je nach Jahreszeit die nördlichsten und südlichsten Häfen wegen der Eisverhältnisse nicht angelaufen werden können. In der Diskobucht, Zentralwestgrönland und Südgrönland führt die private Disko Line Personentransport zwischen Städten und Dörfern durch, wobei auch hier die Eisverhältnisse teilweise nur den Sommerverkehr ermöglichen.
Der Kreuzfahrtschifftourismus spielt eine immer größere Rolle in Grönland. Allein zwischen 2014 und 2018 konnte sich die Anzahl der Kreuzfahrttouristen in Grönland mehr als verdoppeln.
Früher waren Kajak und Umiaq im Sommer die üblichen Fortbewegungsmittel, während im Winter in Nordgrönland Hundeschlitten genutzt wurden. Die meisten grönländischen Familien verfügen heute über ein eigenes Boot als Transportmittel.

## Straßenverkehr

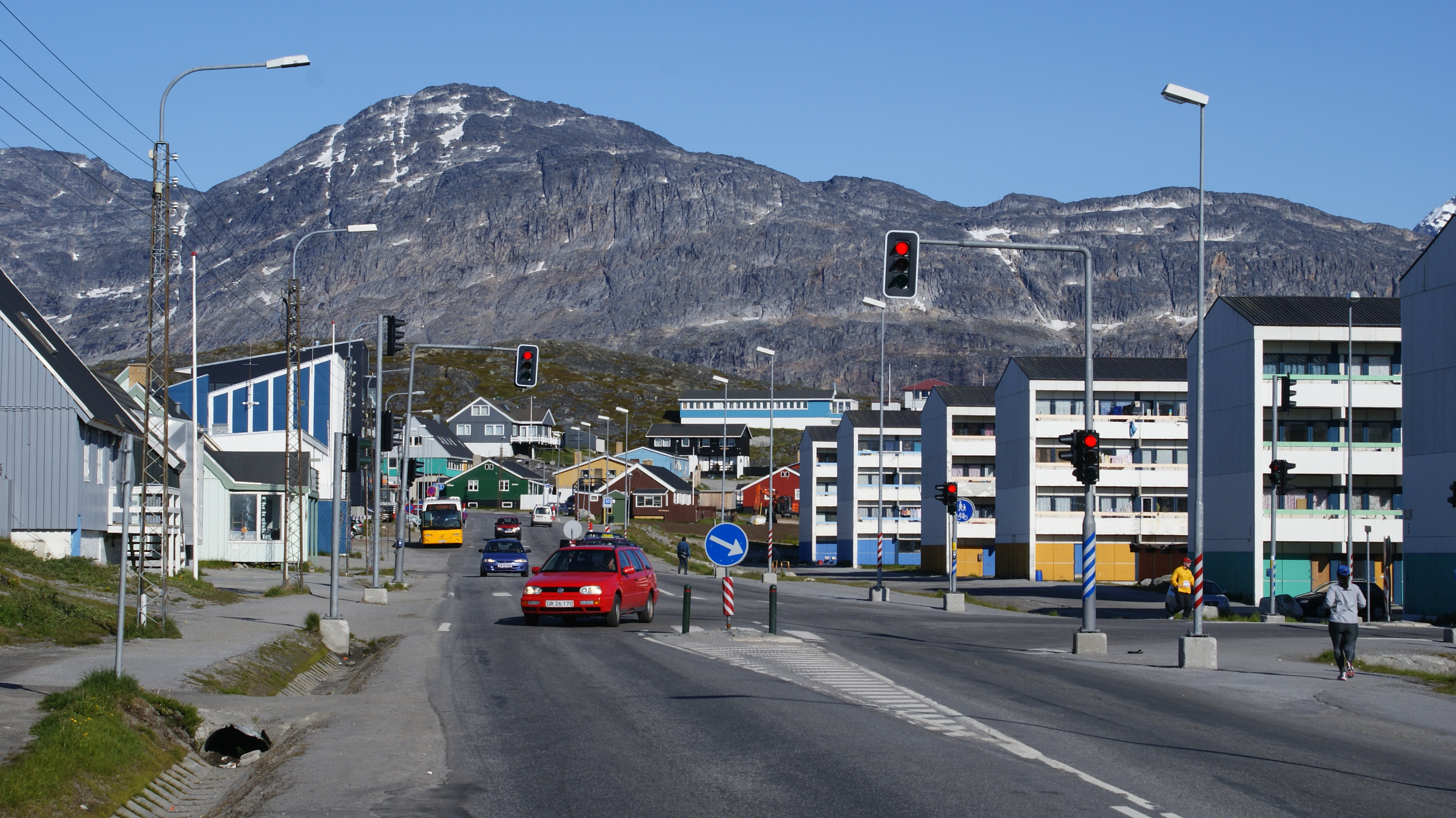
Straßenszene in Nuuk mit einer der drei Ampeln

In Grönland existieren keine Straßen zwischen bewohnten Siedlungen. In den Städten gibt es ausgebaute Straßensysteme und in größeren Dörfern meist Schotterwege. Neben Autos werden auch Schneemobile und Quads genutzt. In geringem Maße werden unter kommunaler Regie Busse eingesetzt, beispielsweise durch Nuup Bussii in Nuuk.
In den 2000er Jahren gab es Überlegungen für die Errichtung einer Straßenverbindung zwischen Qaqortoq, Narsarsuaq und Narsaq, die jedoch aus finanziellen und technischen Gründen verworfen wurden.
Seit 2003 gab es zudem Pläne zur Errichtung einer Straßenverbindung zwischen Kangerlussuaq und Sisimiut. 2021 wurde eine 126 km lange Quadstrecke eingeweiht. Zugleich wurde mit den Bauarbeiten für die ersten 21 km Schotterstraße begonnen.

## Schienenverkehr
Es gibt keinen Schienenverkehr im eigentlichen Sinne in Grönland. Von 1955 bis 1971 wurde im Dorf Qoornoq die Feldbahn Qoornoq als Werksbahn mit 600 mm Spurweite, betrieben, mit der von Hand Fische vom Hafen in die Fischfabrik geschoben wurden. Für den Bergbau wurden ebenfalls Güterloren genutzt.